# سفارت اندونزی در امان
سفارت اندونزی در امان یک منطقهٔ مسکونی و نمایندگی سیاسی این کشور در اردن است که در امان واقع شده‌است.